# Atopotrophos bucephalus
Atopotrophos bucephalus là một loài tò vò trong họ Ichneumonidae.